# Absztrakció
Az absztrakció szót hétköznapi használatában szokásosan elvonatkoztatásnak fordítják, és a lényeges és lényegtelen tulajdonságok elválasztását, a lényeges tulajdonságok kiemelését és a  lényegtelen tulajdonságok figyelmen kívül hagyását értik rajta. Ennek a hétköznapi fogalomnak a pontosításai, általánosításai, illetve szűkítései azon fogalmak, amelyeket a filozófiában, a nyelvészetben, a matematikában, az informatikában, és még néhány más területen illetnek az „absztrakció” névvel.
Az absztrakció, mint az elme teljesen normális, ám sokszor első látásra észrevétlenül fellépő működési módja, az emberi gondolkodás egyik alapvető, nélkülözhetetlen jelensége.

## Etimológia
A latin abstrahere ige az a-, ab- prepozíció (-tól, -től, -el) és a traho/trahere ige összetétele, mely legközvetlenebb jelentésében húzást, vonszolást, hurcolást, rángatást, átvitt értelemben pedig valamire való rábírást, csábítást, valaminek való beszámítást, besorolást, valamiként való értelmezését, vagy magyarázatát, valaminek az eltulajdonítását vagy elragadását, birtokba vételét, esetleg elodázását vagy halogatását is jelentheti.

## Absztrakció a matematikában
A legegyszerűbb matematikai fogalmak is, mint a szám vagy a pont fogalma, magasfokú, és történetileg szinte mindig több évszázad, évezred alatt
végbemenő absztrakció eredményei. E folyamat során dolgok (tárgyak, fogalmak) egy összességét tekintve elvonatkoztatunk azon tulajdonságoktól, melyek a vizsgálat szempontjából lényegtelenek, és csak bizonyos kiemelt tulajdonságokat veszünk figyelembe.

## Példák
A megismerés és a gondolkodás szempontjából a három legfontosabb absztrakció a dolog, a tulajdonság és a viszony; a legáltalánosabb gondolkodási műveletek pedig e három fogalom egymásba való átalakítására vonatkoznak. [forrás?]

## Észlelés, emlékezet
Az elvonás, az elvonatkoztatás legegyszerűbb esete, amikor az észlelés, emlékezet, gondolkodás vagy más lelki tevékenység központjába helyezünk valamit, aminek következtében eltekintünk, elvonatkoztatunk az annak a valaminek a részét vagy folytatását alkotó másvalamitől, és ezáltal egy kétpólusú nyelvi megfeleltetést, azonosítóeszközt alkotunk, amely szó pár a verbális gondolkodásunk alapköve.
Az elvonatkozatás eredményeiként létrejött szó (és fogalom) párok példái közé tartozik a tartalom és forma, az előtér és háttér, az egy és a sok, a kinn és a benn, a van és a nincs stb. A sokkal szembe állított egy (dolog) elvonással, absztrakcióval történő felosztása adja a tulajdonságot, sőt a viszonyt és a néha vegyes osztályozási alapú egyéb kategóriákat  is, amely a szó vagy fogalom pár terjedelmének (jelentésének) összehasonlításából álló gondolati művelet eredménye.
Ne felejtsük el, hogy mivel minden mindennel összefügg, a láthatóan maguktól egymás mellett lévő dolgok összefüggését nem kell indokolni, ugyanakkor az ember által összerakott dolgokat, így a szövegeket is, csak ’’jól formáltan’’, bizonyos ember által alkotta szabályoknak megfelelően lehet összerakni, amelyben nagy szerepet kap az elhatárolás vagy tagolás, azaz azok az eszközök, amelyek a mindenkori egy (a gondolat vagy (az érzékszervek összességén át történő) észlelés központját kitöltő dolog)  azonosítását, és egymáshoz tartozóként való felfogását lehetővé teszik.
Egy igen földhözragadt példa: egy udvaron kapirgáló csirkéket, libákat, kacsákat megfigyelve észrevehetjük például, hogy valamennyinek két lába, szárnyai és tollai vannak, e két megfigyelést összefoglalhatjuk abban a kijelentésben, hogy a csirkék, libák, kacsák is (a köztük legelésző négylábú kecskével ellentétben) madarak. A baromfiak többi tulajdonságától (például a tollazat színe, az életkoruk stb.) eltekintünk. Ezzel létrejön egy új, absztrakt fogalom, a „madár” fogalma, melyet definiálhatunk mint „az udvar kétlábú, szárnyas és tollas lakóit.”

## Absztrakciós folyamat
Természetesen egy absztrakciós folyamat mind kognitív, mind fejlődéslélektani, de még logikai szempontból is általában jóval bonyolultabb, mint a fent leírt példa, de az talán mégis érezteti a dolog lényegét. Ez a lényeg pedig azt jelenti, hogy az ember képes az érzékelést, észlelést meghaladó módon is értelmezni a világot, az általa alkotott absztrakciók vagy fogalmak segítségével ki tudja deríteni a jelenségeket meghatározó szabályokat, és a szabályok alkalmazásával új, sokszor absztrakt, elvont világot képes felépíteni, amely addig van érvényben, amíg van, aki ezeket az absztrakciókat osztja és támogatja, illetve ameddig ezekre az ember fennmaradásához szükség van.
Matematikailag egy absztrakció eredményeképp létrejött fogalom azonosítható azon dolgok halmazával, melyek a fogalom körébe tartoznak.